# Formula Renault V6 Eurocup 2003
Formula Renault V6 Eurocup 2003 kördes över 18 heat. José María López blev mästare.

## Kalender
| Bana                 | Segrare Race 1   | Segrare Race 2   |
| -------------------- | ---------------- | ---------------- |
| Circuit de Catalunya | Neel Jani        | Neel Jani        |
| Magny-Cours          | Jaime Melo       | Jaime Melo       |
| Monaco               | Jaime Melo       | kördes ej        |
| Donington Park       | José María López | Kosuke Matsuura  |
| Spa-Francorchamps    | Jaime Melo       | kördes ej        |
| Spa-Francorchamps    | Andrea Belicchi  | José María López |
| Anderstorp           | José María López | Tristan Gommendy |
| Oschersleben         | Kosuke Matsuura  | José María López |
| Estoril              | José María López | Kosuke Matsuura  |
| Monza                | Neel Jani        | Neel Jani        |

## Slutställning
| Plats | Förare           | Poäng |
| ----- | ---------------- | ----- |
| 1     | José María López | 354   |
| 2     | Neel Jani        | 350   |
| 3     | Kosuke Matsuura  | 286   |
| 4     | Tristan Gommendy | 286   |
| 5     | Jaime Melo       | 226   |
| 6     | Andrea Belicchi  | 180   |
| 7     | Giorgio Mondini  | 109   |
| 8     | Matthew Halliday | 102   |